# 港鐵小蠔灣車廠
港鐵小蠔灣車廠（英語：MTR Siu Ho Wan Depot，或稱港鐵小濠灣車廠）是東涌綫、機場快綫和迪士尼綫的車廠，位於香港新界離島區小蠔灣海濱，於1998年6月22日啟用，佔地30公頃。

## 概況
小蠔灣車廠是東涌綫、機場快綫和迪士尼綫的車廠，位於大嶼山東北部的小蠔填海地，機場快綫和東涌綫主綫北側，旁邊正在興建小蠔灣站，行政上屬於離島區，但亦接近荃灣區。該車廠由梁柏濤建築師樓設計，承建商是瑞安建業和亞太建設。此地並非與迪士尼綫路軌連接，迪士尼綫列車來往小蠔灣車廠，須途經機場快綫和東涌綫欣澳站至小蠔灣的一段共用路軌。
小蠔灣車廠除了為機場鐵路列車進行日常維修外，車廠西北面更附設躉船碼頭，供市區綫、東涌綫、機場快綫和迪士尼綫海運到港的新直流電列車上岸。2015年南港島綫黃竹坑車廠仍未建成之時，南港島綫新列車暫時存放在此車廠並進行測試，待黃竹坑車廠落成再用船和車輛運往黃竹坑車廠。此外，車廠置放和拆解退役的市區綫現代化列車；亦設有一個大型機務段，供所有在港鐵市區線使用的機車停泊及進行定修、大修之用。
由於位置偏遠，港鐵因此安排了員工巴士，接載員工和承辦商來往車廠至東涌站。

## 未來發展
時任行政長官梁振英於2017年1月18日發表施政報告，內容提及本車廠為潛在鐵路上蓋物業發展項目，可於中長期提供不少於14,000個住宅單位及相關社區設施。港鐵就小濠灣車廠發展計劃提出的環境影響評估報告，已於2017年11月獲政府通過，法定規劃程序已於2018年1月展開。
2020年11月25日，時任行政長官林鄭月娥發表《施政報告》，提出啓動小濠灣車廠用地上蓋發展，認為落實上述項目將有助促進本港長遠社會及經濟發展。內容提及本車廠用地上蓋發展制訂了分區計劃大綱圖，根據最新評估可望在中長期提供約20,000個單位，當中約一半會是資助出售房屋單位。這是繼80年代的港島線康山發展後，40年後另一個利用鐵路設施上蓋發展，提供公營房屋的鐵路項目。港鐵表示非常期待參與發展小蠔灣車廠用地成為一個新社區。此新社區將容納資助出售房屋及私營房屋，港鐵將與政府通力合作，落實這個對本港有重要意義的項目。
此上蓋發展佔地三十公頃，提供超過一百萬平方米總樓面面積，以及三萬平方米購物商場及多種社區設施。當中有約20,000個住宅單位，私人房屋及資助房屋約各佔一半。首批約六千個公私營單位可望於2030年起入伙。

## 工業事故
2025年8月15日中午，一名年僅20歲男學徒於車廠內遭溜後工程車撞倒，並夾於牆身，送院搶救後不治。家屬批評港鐵公司最初未有交代意外原因，等了數小時才得悉初步資料。工業傷亡權益會總幹事蕭倩文認為港鐵需要公開交代事故起因及救援情況。警方將列案件列作「工業意外—有人意外受傷 」處理，而港鐵表示車廠內發生事故的範圍已停止運作，公司會同相關政府部門進行徹查，並會盡力向死者家屬提供所需協助。

## 外部連結
- 香港鐵路大典上的相关条目：小蠔灣車廠